# Ulrich Elwert
Ulrich Elwert (* 20. September 1940 in Kiel; † 16. Juni 2022) war ein deutscher Architekt und Hochschullehrer.

## Leben
Ulrich Elwert studierte Architektur an der Technischen Hochschule Stuttgart und der ETH Zürich. Zunächst war er in er Planungsabteilung der Flughafen Frankfurt Main AG tätig. 1974 gründete er sein eigenes Architekturbüro CO-Plan in Ravensburg und 1998 die Elwert & Stottele GbR Architektur und Projektmanagement, die später auf die EUS Architekten überging.
Elwert erhielt 1989 einen Ruf auf die Professur für Entwerfen und Planungs- und Baumanagement an der Fachhochschule Mainz. Als Emeritus lehrte er ab 2006 im Masterstudiengang Immobilienprojektmanagement.
Er engagierte sich als Normen-Obmann für die DIN 277, eine Beurteilungs- und Berechnungsgrundlage für die Ermittlung von Grundflächen und Rauminhalten von Bauwerken oder Teilen davon im Hochbau und Grundlage für die Ermittlung der Kosten nach DIN 276 (Projektkosten und Honorarberechnung nach HOAI) sowie für die DIN 18960, die DIN-Norm zur Ermittlung und Gliederung der Nutzungskosten im Hochbau. Elwert war zudem Convenor (Obmann) der EN DIN 15221-6 für das FM Area and Space Measurement. 1996 war Elwert Gründungsbeirat im BKI Baukosteninformationsdienst deutscher Architektenkammern. Er war langjähriger Vorsitzender der Kammergruppe Ravensburg der Architektenkammer Baden-Württemberg.
Er war seit 1969 Mitglied von Round Table Deutschland.
Ulrich Elwert starb am 16. Juni 2022 im Alter von 81 Jahren.

## Werke und Bauten (Auswahl)
- Gebhard-Müller-Schule Biberach (2001–2004)
- Karl-Arnold-Schule Biberach (2001–2004)
- Berufliche Schule Rottenburg (2001–2005)
- Paulbäck-Haus Markt Heimenkirch (2005–2010)
- Staatliche Realschule Lindau am Bodensee (2007–2008)
- Am Yachthafen Lindau am Bodensee (2007–2011)
- Neubau Lukas Gemeindezentrum Ravensburg-Oberhofen (1989; 2009)
- Kultur- und Sportzentrum Opfenbach (2009–2014)
- Parkstrandbad Lindau Bad Schachen (2010–2011)
- Villa Spengelin Lindau am Bodensee (2010–2013)
- Logistikzentrum Stockstadt/Rhein (2011–2012)
- Umbau Hotel Bad Schachen (2011–2013)
- Hotel Bayerischer Hof Lindau am Bodensee (2012–2015)
- Neubau Verwaltungsgebäude Knoll, Bad Saulgau (2016–2019)
- Jugendherberge Burg Wildenstein, Leibertingen (seit 2016)
- Sanierung Burg Rothenfels, Rothenfels/ Main (seit 2020)

## Schriften
- mit Joachim Hoffmüller, Wolfdietrich Kalusche: BKI Handbuch Kostenplanung im Hochbau, Verlagsgesellschaft Rudolf Müller (2. Auflage) 2008, ISBN 978-3-481-02401-7
- Nachtragsmanagement in der Baupraxis, Vieweg+Teubner Verlag 2010 (3. Auflage), ISBN 978-3-8348-0949-0
- mit Helmut Meyer-Abich: Architektur und Projektmanagement. Kostenplanung nach DIN 276: Das Handbuch zu den Regelwerken: DIN 276-1 Hochbau, DIN 277 Grundflächen und Rauminhalte, DIN 18960 Nutzungskosten, II. Berechnungsverordnung, Bauwerk 2011, ISBN 978-3-89932-197-5